# مایکل پریسنر
مایکل پریسنِر (متولد ۱۵ ژوئن ۱۹۸۳) یک کنشگر سیاسی آمریکایی است. وی همچنین یک کهنه‌سرباز ارتش ایالات متحده است که به عنوان سرجوخه در عراق خدمت کرده‌است. به گفته پریسنر، وظایف وی در عراق شامل نظارت زمینی، یورش به منازل و بازجویی از زندانیان بوده و همین تجارب، وی را به سمت موضع ضد جنگ سوق داده‌است.

## کنشگری
او یکی از بنیانگذاران March Forward! (به‌پیش!)، سازمانی از اعضای آماده‌به‌خدمت ارتش آمریکا و کهنه‌سربازان جنگ عراق و افغانستان است که پرسنل فعلی آماده‌به‌خدمت را به مقاومت در برابر استقرار ترغیب می‌کند.
پریسنر در مارس ۲۰۰۸ در بحثی با موضوع سرباز زمستانی: عراق و افغانستان در مریلند شرکت کرد. وی دربارهٔ دوران حضور خود در عراق به عنوان سرباز و دیدگاه‌های شخصی خود دربارهٔ این دو جنگ صحبت کرد. این سخنرانی، بعدها به سخنرانی «دشمنان واقعی ما» شهرت یافت.
پریسنر عضو حزب سوسیالیسم و آزادی و انسر است. وی در سال ۲۰۰۸ یک کارزار مبارزات انتخاباتی را برای مجلس نمایندگان ایالات متحده در منطقه ۲۲ کنگره فلوریدا (بوکا راتون) انجام داد.
پریسنر در نوامبر ۲۰۱۱ در جنبش اشغال لس آنجلس دستگیر شد و پس از ارائه وثیقه آزاد شد.
پریسنر تهیه‌کننده و نویسنده مشترک برنامه The Empire Files (پرونده‌های امپراطوری)، با ابی مارتین است.
او آهنگ رپ "Skit 6" را در آلبوم Soundtrack to the Struggle اجرا نمود.
در حال حاضر پریسنر پادکست Eyes Left را به همراه کارآموز سابق دانشکده افسری ارتش ایالات متحده و جانباز جنگ افغانستان، اسپنسر راپونه میزبانی می‌کند.